# Сидорски, Джудит
Джудит Сидорски (англ. Judith Sidorsky, в замужестве Гренелл, англ. Grenell; 1912 — 2003) — американская пианистка и музыкальный деятель.
Выросла в Детройте, там же выиграла в 1926 г. конкурс молодых пианистов, по итогам которого была направлена в Нью-Йорк для записи Скерцо до диез минор Фридерика Шопена на ролике фирмы Welte-Mignon. Затем в 1935 г. стала лауреатом Наумбурговского конкурса молодых исполнителей.
Выйдя замуж в 1933 г. за Хораса Гренелла (1909—1981), композитора и продюсера, вместе с ним принимала участие в работе над проектом звукозаписи для детей Young People’s Records. В соавторстве с мужем сочиняла лёгкую музыку, в том числе под общим псевдонимом Питер Гордон (в том числе для пользовавшейся известностью в исполнении Граучо Маркса песни «The Funniest Song in the World», 1949). В то же время продолжала выступать как пианистка; в 1939 г. участвовала, в частности, в премьере камерной редакции (для секстета) Короткой симфонии Аарона Копленда.
В 1940-е гг. преподавала в Колледже Сары Лоуренс в Йонкерсе.